# Grauwe monnik
De grauwe monnik (Cucullia umbratica) is een nachtvlinder uit de familie van de nachtuiltjes met een spanwijdte van 52 tot 59 millimeter. De grauwe monnik overwintert als pop in de grond.
De grauwe monnik lijkt veel op de kamillevlinder, maar is iets groter, en het streepjespatroon loopt niet door tot in de franje.

## Voedsel
De waardplanten van de rupsen zijn diverse kruidige planten, zoals de paardenbloem, melkdistel, silene, havikskruid, gewoon biggenkruid, maar ook sla en andijvie.

## Verspreiding
De grauwe monnik komt over in groot deel van het Palearctisch gebied voor. De soort heeft zich ook gevestigd, waarschijnlijk geïntroduceerd, op de Magdalena-eilanden in Canada.

### Verspreiding in Nederland en België
De grauwe monnik is in Nederland en België een gewone soort die verspreid over de hele regio voorkomt. De vliegtijd is van begin mei tot half oktober in twee generaties.